# Shinobi III: Return of the Ninja Master
Shinobi III: Return of the Ninja Master, titre original japonais The Super Shinobi II (ザ・スーパー・忍Ⅱ, Zā Sūpā Shinobi Tsū), est un jeu vidéo d'action développé par Sega AM7 et édité par Sega, sorti en 1993 sur borne d'arcade et Mega Drive. C'est la suite directe de The Revenge of Shinobi.

## Synopsis
Le syndicat du crime vaincu deux ans plus tôt est de retour, mené par un homme connu sous le pseudonyme Shadow Master. Joe Musashi a senti leur présence et s'apprête à faire face de nouveau. Il est le Shinobi, plus solide que l'acier et plus rapide qu'une tornade, le dernier ninja à savoir manier les techniques Ninjitsu Oboro.

## Histoire du développement
Shinobi III: Return of the Ninja Master devait initialement sortir en 1992. Certains magazines vidéoludiques publièrent des previews montrant des artworks ou des captures d'écran des niveaux, des ennemis ou encore de mouvements spéciaux qui n'apparaissent pas sur la version finale du jeu. Pour d'obscures raisons, Sega décida d'arrêter le développement du jeu et repoussa sa sortie en 1993. Quand le jeu sortit finalement, de nombreux éléments annoncés plus tôt étaient absents tandis que de nouveaux avaient pris leur place.

## Système de jeu
Contrairement à celle de son prédécesseur, l'action de Shinobi III a été largement modifiée, offrant moins de phases d'action pure mais plus de vitesse et de fluidité. En plus de la faculté à courir d'un point à un autre, Joe est maintenant équipé d'un éventail de nouveaux mouvements et techniques (coup de pied aérien, possibilité d'escalader des falaises ou de s'accrocher au plafond…).
En plus de cet assortiment habituel de mouvements, Joe a la possibilité d'utiliser quatre techniques différentes ninjutsu spéciales. Une seule d'entre elles peut être utilisée dans chaque niveau (à moins de récupérer un bonus additionnel). Les techniques employées sont: un champ de force protégeant des attaques ennemies, une vague de feu anéantissant les ennemis présents sur l'écran, une technique accroissant l'amplitude du saut, et enfin une attaque dévastatrice durant laquelle Musashi se fait exploser pour détruire les adversaires (cette dernière technique, la plus puissante, consomme une vie à chaque fois).

## Réédition
Shinobi III est aussi paru sur la compilation Sega Mega Drive Collection pour PlayStation 2 et PlayStation Portable sortie en 2006, ainsi que sur le Console virtuelle de la Wii en 2007.